# Плая Гранде
 За общината вижте Плая Гранде (община).  
Плая Гранде (на испански: Playa Grande, което означава „голям плаж“) е името на град в департамента Ел Киче в Гватемала. Намира се на 374 км от столицата Гватемала и има население от 5792 жители (2001).